# Citoprotectores

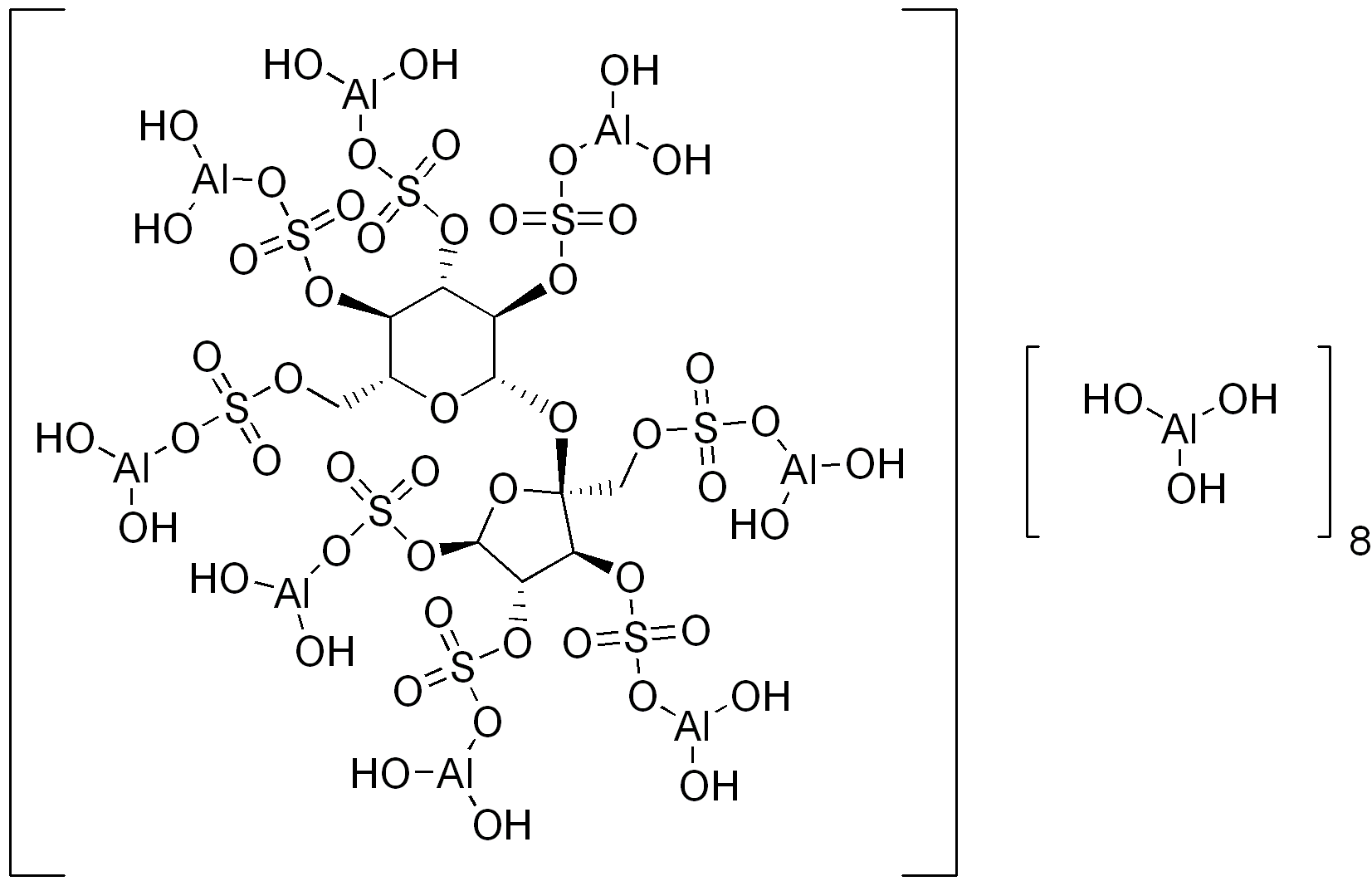
Sucralfato.

Misoprotol.

Se denomina citoprotectores a un grupo de fármacos que tienen la capacidad de proteger la mucosa del tracto gastro-intestinal de la acción del entorno ácido y enzimas digestivas. También reciben el nombre de protectores de la mucosa. Se utilizan en esquemas medicamentosos para tratar las úlceras del tracto intestinal superior y para erradicar Helicobacter pylori. 
Por otra parte, reciben el nombre de citoprotectores las sustancias que protegen las células del organismo frente a los efectos dañinos del estrés oxidativo provocado por radiación ionizante o quimioterapia.

## Fármacos protectores de la mucosa gástrica
El grupo incluye fármacos con diferentes principios activos: sucralfato, misoprostol, sales de bismuto. 

### Mecanismo de acción
Se ha observado que estos medicamentos protegen a los factores de crecimiento presentes en la mucosa del tracto intestinal (factor de crecimiento epitelial, FC alfa, FC derivado de las plaquetas, FC fibroblástico) de la degradación ácido-péptica. Estos factores de crecimiento ejercen acción angiogénica, mitogénica, trófica, con lo que favorecen re-epitelización y reaparición de la mucosa dañada. 

#### Sucralfato
Sucralfato, o sulfato de sacarosa aluminio, es un disacárido disulfatado, pertenece al grupo de los fármacos protectores de la mucosa gástrica. 
La mayor parte de sucralfato, después de su ingesta, se mantiene en el tracto gastrointestinal, fijándose en el tejido necrótico de la úlcera y formando una barrera protectora contra la acción del ácido, la pepsina y la bilis, e inhibe la actividad de la pepsina. El sucralfato permanece adherido a la mucosa unas seis horas. 
Aparte de este efecto, estimula la síntesis de prostaglandinas endógenas, fija sales biliares, absorbe la pepsina y produce estimulación local del factor epidérmico del crecimiento. 
Una de sus ventajas es el hecho de no inhibir la secreción ácida en el estómago lo que evita las infecciones ascendentes de la orofaringe.
Sucralfato se activa a pH ácido, inferior a 4, por lo que no tiene que administrarse con antiácidos o inhibidores de la bomba de protones. Es más eficaz cuando se toma antes de las comidas.
Indicaciones de administración son: úlcera activa duodenal; prevención de las úlceras de origen neurótico; úlcera gástrica. 

#### Análogos de prostaglandinas
Son equivalentes a las prostaglandinas endógenas, pero de acción más duradera. En el tracto intestinal las prostaglandinas más importantes son: PGE1, PGE2 y prostaciclina (PGI2). Sus derivados sintéticos son: 
- Misoprostol (Citotec) y rioprostil (PGE1)
- Trimoprostil, arbaprostil, emprostil (PGE2): ofrecen efecto más duradero que el misoprostol, pero no están disponible en España.

El efecto antiácido de las prostaglandinas sintéticas es dosis-dependiente y se debe a la acción antagonista sobre los receptores prostaglandínicos de las células parietales gástricas. Por otra parte, inducen vasodilatación y la microcirculación. Las prostaglandinas estimulan la secreción mucosa y de bicarbonato, aumentan el flujo sanguíneo y mantienen la estabilidad lisosomal.
Su utilización se recomienda en los casos de úlceras gástricas o duodenales y como profilaxis en tratamientos con AINEs (antiinflamatorios no esteroideos, por ejemplo, aspirina).  
Misoprostol se utiliza además en ginecología como fármaco abortivo, ya que provoca contracciones del útero y tiene efectos teratogénicos por lo que no puede usarse en mujeres embarazadas.

#### Sales de bismuto
El grupo incluye bismuto coloidal y otras sales de bismuto (subcitrato, subsalicilato, subcarbonato, subnitrato). En España solo se comercializa el dicitrato tripotásico de bismuto. 
Poseen efecto protector local formando una capa sobre la mucosa digestiva disminuyendo la acción corrosiva del jugo gástrico. Estimulan la secreción de las prostaglandinas, tienen capacidad para unirse a sales biliares y poseen efecto bactericida frente a diferentes patógenos del tracto gastro-intestinal, incluyendo Helicobacter Pylori. Este último se debe a la formación de complejos de bismuto con la pared bacteriana, la inhibición de enzimas bacterianas (como la ureasa, catalasa, lipasa) y de la adherencia de los microorganismos a las células epiteliales. 
Para erradicar Helicobacter pylori se utiliza normalmente en combinación con otros agentes.

#### Otros grupos
- Acexamato de cinc: es un compuesto derivado del ácido aminocaproico. A nivel de mucosa intestinal regula la respuesta vascular, estimula producción de prostaglandinas e inhibe en cierta medida la secreción ácida.

- Monóxido del ácido 12-sulfodeshidroabiético: usado en Japón, aumenta producción de prostaglandinas.

- Rebamipida: usado en Asia, aumenta producción de prostaglandinas.

- Crabenoxolona: presenta efectos mineralocorticoides.

## Fármacos protectores frente al estrés oxidativo
También se llaman citoprotectores las sustancias capaces de prevenir el daño celular inducido por la radiación ionizante, agentes quimioterápicos, accidentes circulatorios agudos u otras causas. El mecanismo del sufrimiento celular supone el estrés oxidativo y desencadenamiento de reacciones mediadas por radicales libres.
Diferentes enfermedades cardiovasculares y neurodegenerativas se deben a un aumento sustancial de los niveles de radicales libres y estrés oxidativo en las células. El tratamiento con citoprotectores y antioxidantes se utiliza en aterosclerosis, enfermedad de Alzheimer, osteoporosis, trasplantes de tejidos entre otros. 

### Amifostina
Inicialmente desarrollado con fines militares, ha mostrado su eficacia para prevenir algunas de las consecuencias indeseables de la quimioterapia y radioterapia, en especial, en las glándulas salivares y en la mucosa oral.
La acción citoprotectora se debe al tiol defosforilado que se obtiene mediante la acción sobre el fármaco de las fosfatasas alcalinas unidas a la membrana celular. El tiol reacciona con los radicales libres frenando su propagación y reduciendo su acción sobre DNA. Como las células normales producen más fosfatasas alcalinas que las células tumorales, el efecto protector se realiza de forma bastante selectiva sobre las células intactas. Además, el pH más bajo que rodea células tumorales reduce la actividad de las fosfatasas alcalinas.  
No tiene efecto radioprotector en cerebro ni médula espinal.

### Otros fármacos
Hay estudios que proponen diversos esquemas combinados intentando aumentar el grado de acción antioxidante y, por tanto, la protección contra daño celular. Se ha investigado utilización de los derivados de estrógeno (compuesto fenólico policíclico) con antioxidantes tiólicos.
Se han descrito en la literatura efectos citoprotectores y neuroprotectores de la fenitoína y glucocorticoides.